# Boismont (Somme)
Boismont (picardisch: Boémont) ist eine nordfranzösische Gemeinde mit 457 Einwohnern (Stand 1. Januar 2022) im Département Somme in der Region Hauts-de-France. Die Gemeinde liegt im Arrondissement Abbeville und im Kanton Abbeville-2.

## Geographie
Die Gemeinde liegt westnordwestlich von Abbeville am Südufer der kanalisierten Somme, rund vier Kilometer von Saint-Valery-sur-Somme entfernt. Am Rand der Gemeinde zur Somme-Bucht verläuft die Meterspurbahn Chemin de Fer de la Baie de Somme von Noyelles-sur-Mer nach Cayeux-sur-Mer. Zu Boismont gehören Pinchefalise sowie der Weiler Bretel und das isolierte Gehöft Ferme des Bruyères. Zu Boismont gehören die Mollières (Salzweiden) an der Flussmündung. Das Gemeindegebiet liegt im Regionalen Naturpark Baie de Somme Picardie Maritime.
| 1962 | 1968 | 1975 | 1982 | 1990 | 1999 | 2006 | 2018 |
| ---- | ---- | ---- | ---- | ---- | ---- | ---- | ---- |
| 538  | 511  | 509  | 526  | 551  | 497  | 468  | 471  |

## Sehenswürdigkeiten
- Schloss von Boismont
- Schloss von Pinchefalise
- Schloss von Bretel
- Kirche Saint-Valéry aus dem 15. und 16. Jahrhundert, 1926 als Monument historique eingetragen[1].
- Kapelle Saint-Valéry in Pinchefalise

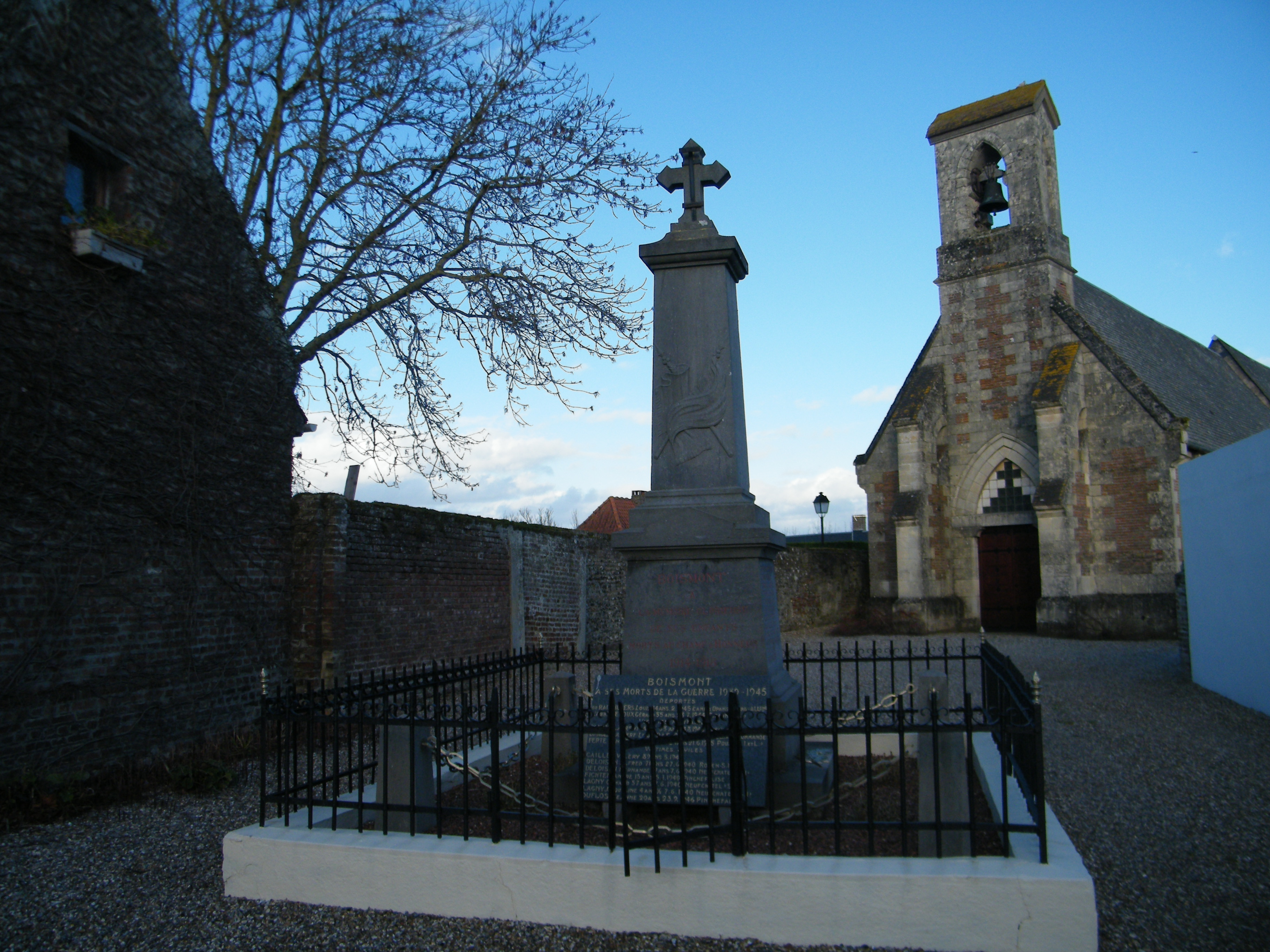
Kirche Saint-Valéry und Gefallenendenkmal
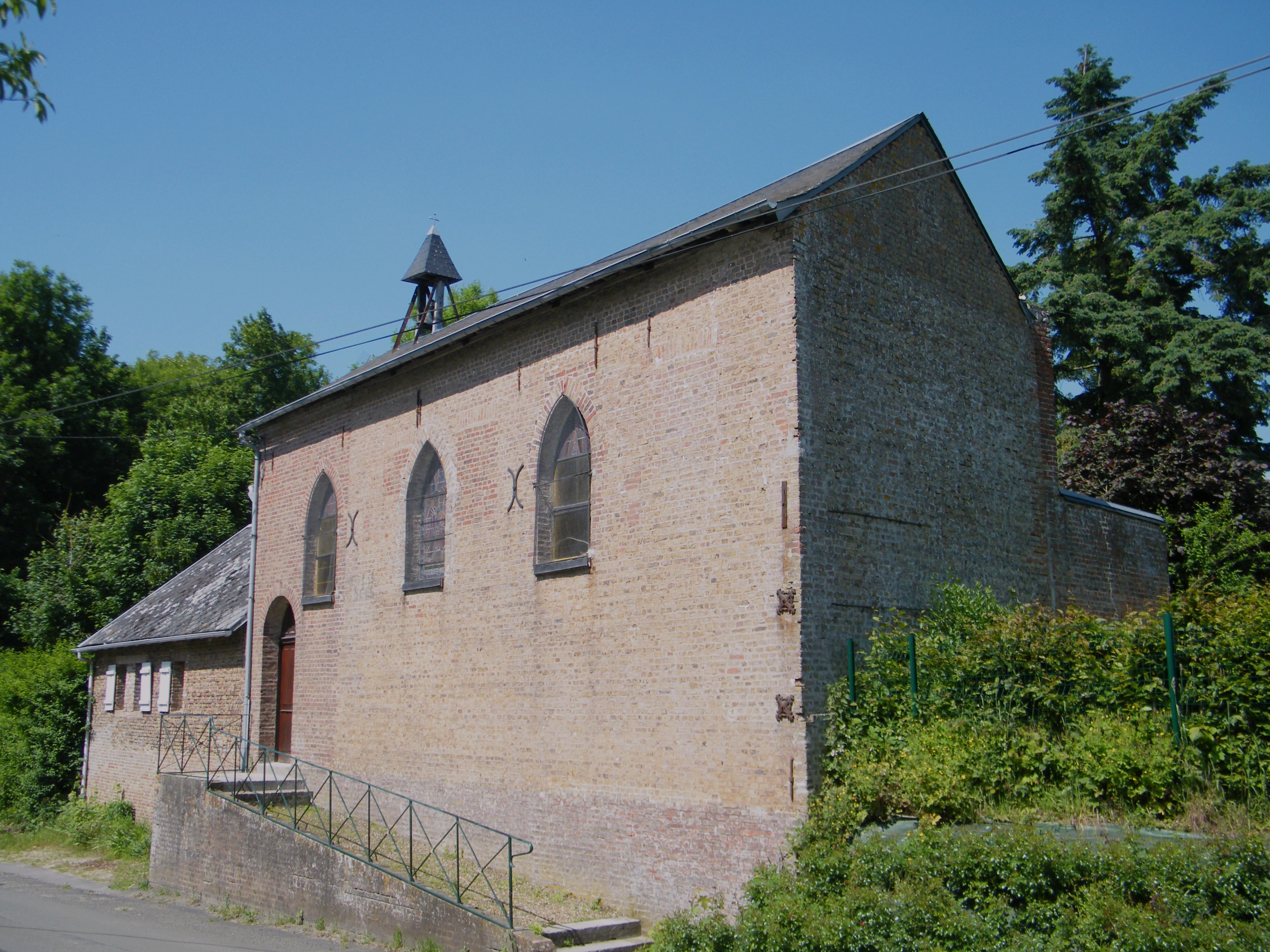
Kapelle Saint-Valéry im Ortsteil Pinchefalise